# Vladimir Asjkenazi
Vladimir Davidovitj Asjkenazi (Владимир Давидович Ашкенази), född 6 juli 1937 i Gorkij, är en rysk-isländsk pianist och dirigent.  Han är känd för sina tolkningar av Sergej Rachmaninov, Aleksandr Skrjabin och Johannes Brahms. 
Asjkenazi är numera bosatt i Schweiz, men har isländskt medborgarskap sedan tidigare (under namnet Valdimar Davíðsson). Han har gett flera konserter i Sverige, bland annat i Malmö, Lund, Kalmar och Stockholm.

## Biografi
Vladimir Ashkenazy började spela piano när han var sex år, och blev antagen till Centrala Musikskolan vid åtta års ålder, där han studerade för Anaida Sumbatyan. Ashkenazy vidareutbildade sig vid Moskvas konservatorium, där han studerade för Lev Oborin och Boris Zemliansky. Han blev nummer fem i International Chopin Piano Competition i Warszawa 1955, och vann första pris i Queen Elisabeth Music Competition i Bryssel 1956. Han delade första priset i International Tchaikovsky Competition 1962, med den brittiske pianisten John Ogdon.
1961 gifte han sig med den isländska pianisten Thorunn Jóhannsdóttir, som då studerade vid Moskvas konservatorium, och fick med henne 1962 sitt första barn, sonen Vladimir.
1963 beslutade familjen Ashkenazy att lämna Sovjetunionen. Efter många byråkratiska turer gick de sovjetiska myndigheterna med på att tillåta Ashkenazys att besöka västvärlden för uppträdanden, och för att besöka sina svärföräldrar med deras första barnbarn. De återvände inte till Sovjet, utan etablerade sig permanent i London där hans frus föräldrar bodde. 
Paret flyttade till Island 1968 där Ashkenazy 1972 blev isländsk medborgare. 1970 var han med och grundade Reykjavík Arts Festival,   där han fortfarande är hederspresident. 1978 flyttade paret och deras då fyra barn till Luzern, där deras femte barn Alexandra Inga föddes 1979. Hans äldste son Vladimir är pianist och lärare vid Imola International Piano Academy.
År 2011 dirigerade han öppningskonserten av konserthuset Harpa i Reykjavík, med pianisten Víkingur Ólafsson som solist. 
I januari 2020 meddelade Asjkenazi att hans karriär som konserterande musiker var över och att han inte skulle framträda mer vare sig som pianist eller dirigent.

## Galleri

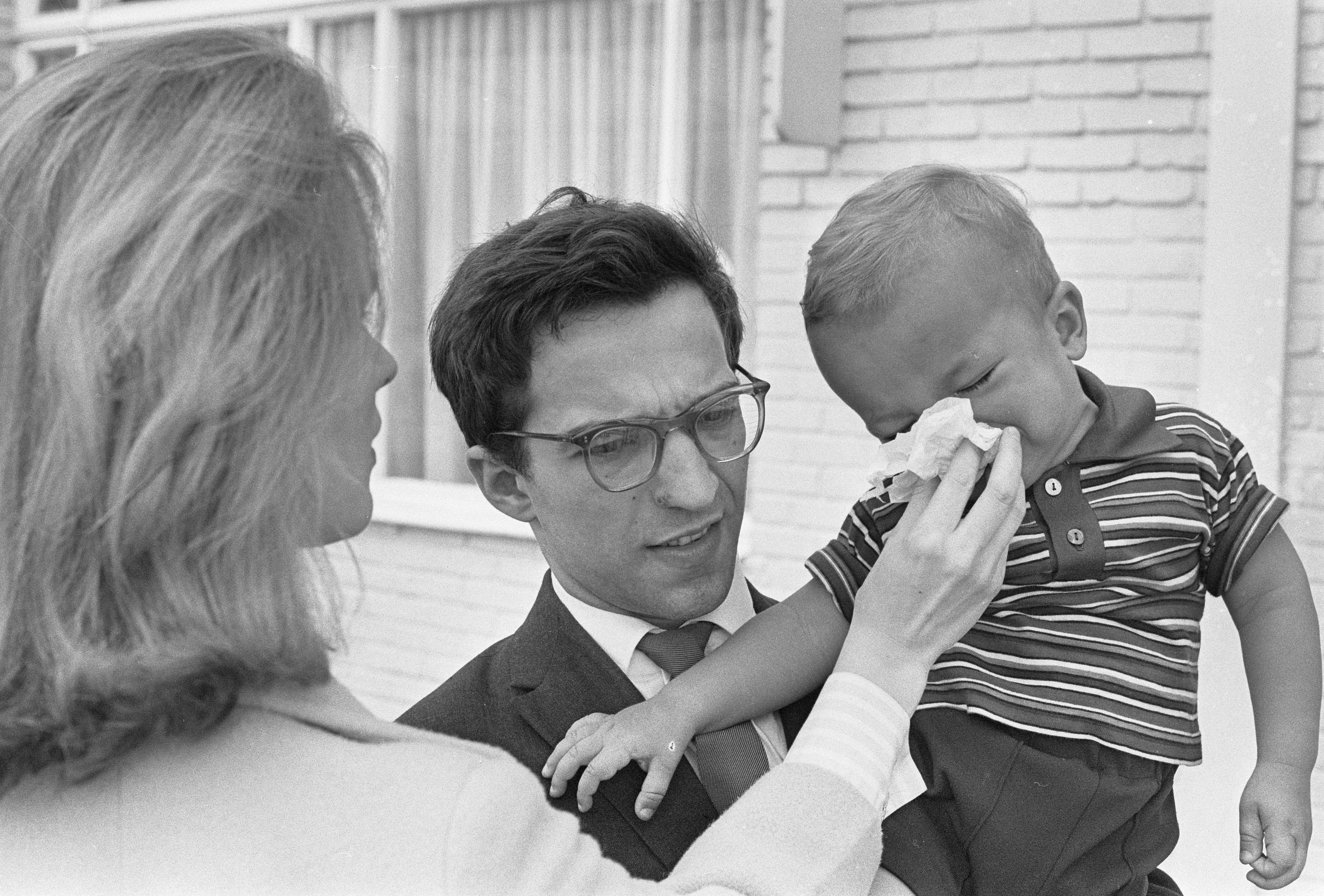
Ashkenazy med sin fru Thorunn och äldste sonen Vladimir 1963.